# Középiskolai Matematikai és Fizikai Lapok
A Középiskolai Matematikai és Fizikai Lapok (népszerű rövidítése: KöMaL) nagy hagyománnyal rendelkező, a középiskolai matematikai, fizika és számítástechnikai feladatmegoldást támogató lap. Az újságban találhatóak feladatok, amiket a pontversenyekbe adnak fel, a korábbiak megoldásai, egyéb feladatok és megoldások, továbbá érdekes természettudományi témájú cikkek. A lap A, illetve B pontversenyének eredménye beleszámít a Nemzetközi Matematikai Diákolimpián részt vevő csapat kiválasztásába.

## Története
1893-ban hozta létre Arany Dániel, és 1914-ig jelent meg. Az első világháború idején a lap kiadása szünetelt. A matematikai folyóiratot 1925-től 1938-ig Faragó Andor adta ki. 1947-ben Soós Paula és Surányi János indította újra a kiadást Szegeden Szegedi Ívek címen, és a lapok szerkesztőiként is közreműködtek.
1959-ben indult a Fizika rovat. Számítástechnikai feladatok már 1981 és 1987 között megjelentek a lapban, a jelenlegi rovat azonban csak 2001-ben indult.
A lap ifjúsági ankétot is szervez annak érdekében, hogy a díjakat átadhassák, valamint a legjobbak előadásokat hallgathassanak és találkozhassanak egymással. Ez általában ősszel zajlik, és nagy sikernek örvend.

## Pontversenyek
A lap minden tanévben 9 pontversenyt indít:

### Matematika
- A pontverseny: nehezebb matematika problémák, versenyzőknek
- B pontverseny: matematika feladatok, versenyzőknek
- C pontverseny: matematika gyakorlatok, emelt szintű érettségre készülőknek
- K pontverseny: matematika gyakorlatok csak 9. osztályosoknak

### Informatika
- I pontverseny: informatika alkalmazási és programozási feladatok
- S pontverseny: nehezebb programozási feladatok

### Fizika
- G pontverseny: fizika gyakorlatok 1-8. illetve 9-10. osztályosoknak
- P pontverseny: fizika feladatok, versenyzőknek
- M pontverseny: mérési feladatok

### Csapatversenyek
- Jelentkezhetnek 2-3 fős csapatok a B, C, I, G és P csapatversenyekre, illetve 2 fős csapatok az M csapatversenyre.

## Szerkesztői

### Matematika rovat
- Arany Dániel (1893–1896)
- Rátz László (1897–1914)
- Faragó Andor (1925–1938)
- Soós Paula (1946–1947)
- Soós Paula és Surányi János (1948–1949)
- Surányi János (1950–1958)
- Bakos Tibor és Surányi János (1959–1971)
- Bakos Tibor és Tusnády Gábor (1972–1974)
- Fried Ervinné és Tusnády Gábor (1975–1982)
- Fried Ervinné és Csirmaz László (1983–1984)
- Fried Ervinné és Pataki János (1985–1987)
- Fried Ervinné és Hermann Péter (1988–1990)
- Lugosi Erzsébet és Hermann Péter (1991–1992)
- Oláh Vera és Hermann Péter (1993–2001)
- Nagy Gyula, Hermann Péter és Pataki János (2001–2006)
- Nagy Gyula és Hermann Péter (2007–)

### Fizika rovat
- Bodó Zalán és Kunfalvi Rezső (1959–1974)
- Szőkefalvi-Nagy Ágnes és Bodó Zalán (1975–1982)
- Lugosi Erzsébet és Bodó Zalán (1983–1985)
- Gajzágó Éva és Bodó Zalán (1986–1987)
- Lugosi Erzsébet és Radnai Gyula (1988–1990)
- Gnädig Péter és Radnai Gyula (1991–2021)
- Gnädig Péter (2021-2023)
- Vankó Péter és Széchenyi Gábor (2023-)[4]

### Informatika rovat
- Zsakó László (2001–2003)
- Kós Géza (2004–2005)
- Horpácsi Illés (2006–)

## Külső hivatkozások
- A KöMaL honlapja
- A KöMaL archívuma (1893–1999)
- Nyertesek arcképcsarnoka
- Nagy Gyula: Tudományok katalizátora: a KöMaL, Magyar Tudomány, 2003. november Archiválva 2016. március 5-i dátummal a Wayback Machine-ben
- A Nemzetközi Matematikai Diákolimpián részt vevő csapat kiválasztásának szabálya